# Площадь Николая Великолепова

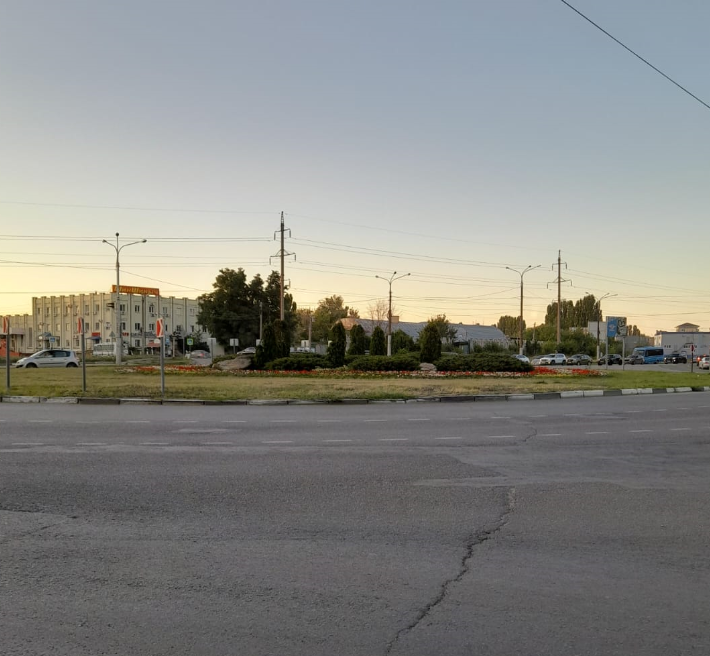
пл. Н. Н. Великолепова, Липецк

Площадь Николая Великолепова (Кольцо 9-го микрорайона) — площадь в Советском округе города Липецка. Располагается на улице Московской, в месте пересечения с улицей Космонавтов (район трамвайного депо). Получила имя в 2017 году в честь Николая Великолепова, гвардии генерал-майора артиллерии, уроженца Липецка. Граничит с районом Трубного Завода и 9-м микрорайоном.

## Инфраструктура
Рядом есть развлекательный центр «Мегаполис», автосервисы, АЗС, магазины.

## Транспорт
ост. «Кольцо 9-го микрорайона»: Автобусы 1т, 5, 10, 13, 16, 20, 30, 300, 320, 321, 322, 325, 330, 346, 379. ост. «9 микрорайон»: Автобусы 10, 17, 24, 179, 317, 321, 324, 346. ост. «Переезд»: Автобус 16. Также рядом есть трамвайное депо и остановки трамвая «Кольцо 9-го микрорайона» и «9 микрорайон». В 2024 году предлагали изменить название остановки «Кольцо 9-го микрорайона» на «Площадь Николая Великолепова».